# Khánh Bình, An Giang
Khánh Bình là một xã thuộc tỉnh An Giang, Việt Nam.

## Địa lý
Khánh Bình là một xã biên giới nằm ở phía bắc huyện An Phú, có vị trí địa lý:
- Phía bắc, phía đông và phía tây giáp Campuchia với ranh giới là sông Bình Di.
- Phía nam giáp xã Nhơn Hội.

Xã Khánh Bình (trước 1/7/2025) có diện tích 7,97 km², dân số năm 2019 là 6.869 người, mật độ dân số đạt 862 người/km².
Ngày 16 tháng 6 năm 2025, Ủy ban Thường vụ Quốc hội ban hành Nghị quyết số 1654/NQ-UBTVQH15 về việc sắp xếp các đơn vị hành chính cấp xã của tỉnh An Giang năm 2025. Theo đó, sắp xếp toàn bộ diện tích tự nhiên, quy mô dân số của thị trấn Long Bình, xã Khánh An và xã Khánh Bình thành xã mới có tên gọi là xã Khánh Bình.
Xã Khánh Bình mới có diện tích khoảng 17,93 km² với dân số là 42.746.

## Hành chính
Xã Khánh Bình (trước 1/7/2025) được chia thành 4 ấp: Bình Di, Búng Nhỏ, Sa Tô và Vạt Lài.
Xã Khánh Bình mới bao gồm các khóm, ấp: Tân Bình, Tân Khánh, Tân Thạnh, An Hòa, An Khánh, Bình Di, Búng Nhỏ, Khánh Hòa, Sa Tô, Thạnh Phú và Vạt Lài.

## Lịch sử
Từ thời chúa Nguyễn, Khánh Bình là vùng địa đầu, với sông Bình Di làm ranh giới với Chân Lạp. Bảo Bình Di là một trong các đồn đóng quân kiểm soát biên giới lâu đời từ thời nhà Nguyễn.
Khánh Bình tiếp giáp với hồ nước Búng Bình Thiên và có nhiều người Chăm sinh sống. Người Chăm đến định cư từ thời nhà Nguyễn.
Thời kì kháng chiến chống Mỹ, căn cứ B3 ở ấp Vạt Lài, xã Khánh Bình là một căn cứ địa cách mạng quan trọng của tỉnh ủy An Giang.
Những năm đầu 1970, một số Việt kiều theo đạo Thiên chúa từ Campuchia chạy về Việt Nam tị nạn Lon Nol và Khmer Đỏ. Họ lập nên nhà thờ Khánh Bình.
Thời kì Khmer Đỏ, năm 1978, Khánh Bình và Khánh An bị Khmer Đỏ chiếm đóng trong thời gian ngắn. Đây là trận địa giao chiến cấp sư đoàn giữa sư đoàn 2 (anh Cả đỏ) của Khmer Đỏ với Sư đoàn 341 (sư đoàn sông Lam) của quân đội nhân dân Việt Nam.
Ngày 12 tháng 4 năm 2005, Chính phủ ban hành Nghị định số 52/2005/NĐ-CP. Theo đó, thành lập thị trấn Long Bình trên cơ sở 174 ha diện tích tự nhiên và 4.054 người của xã Khánh Bình, 248 ha diện tích tự nhiên và 3.738 người của xã Khánh An. Sau khi điều chỉnh địa giới hành chính, xã Khánh Bình còn lại 730 ha diện tích tự nhiên và 7.004 người.